# Ville Pörhölä
Frans Wilhelm "Ville" Pörhölä (24 décembre 1897 à Tornio - 28 novembre 1964 à Oulu) est un athlète finlandais. Aux Jeux olympiques d'été de 1920 à Anvers, il remporte le lancer du poids. Aux Jeux olympiques d'été de 1932 à Los Angeles, il remporte une seconde médaille, l'argent au lancer du marteau.
Formidable lanceur, Ville Pörhölä participe à de nombreux concours de lancer lors de quatre olympiades.

## Palmarès

### Jeux olympiques
- Jeux olympiques 1920 à Anvers ( Belgique) 
  -  Médaille d'or au lancer du poids
  - 8e au lancer du disque
  - 9e au lancer du poids (25,4 kg)
- Jeux olympiques 1924 à Paris ( France) 
  - 7e au lancer du poids
- Jeux olympiques 1932 à Los Angeles ( États-Unis) 
  -  Médaille d'argent au lancer du marteau
- Jeux olympiques 1936 à Berlin ( Allemagne) 
  - 11e au lancer du marteau